# Uddiyana bandha

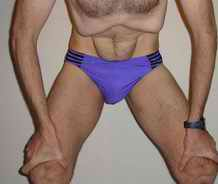
Uddiyana bandha.

Uḍḍīyana Bandha (en sánscrito, cerradura abdominal) es una técnica posicional o bandha empleada en el yoga, especialmente para el masaje abdominal conocido como nauli, una de las técnicas de preparación purificatorias o shatkarmas.
En esta técnica, el usuario exhala todo el aire posible de sus pulmones y retrae toda la musculatura posible del abdomen al interior de la caja torácica, manteniendo la respiración detenida, y entonces lo libera tras una pausa. Este proceso se repite varias veces antes de volver a dejar entrar aire en los pulmones para continuar con la respiración.